# Братан (фільм)
«Братан» (тадж. «Бародар») — радянський художній фільм 1991 року. Перший повнометражний фільм режисера Бахтійора Худойназарова, виконаний в чорно-білому кольорі.

## Сюжет
В одному місті живуть разом двоє братів, старший Фарух і молодший Азамат, він же Пончик. Батько пішов з їх сім'ї, мати невдовзі померла і тепер вони живуть одні разом з бабусею. Старший з братів затіває поїздку в гості до батька і бере з собою Пончика. Взагалі він робить цю подорож з розрахунком залишити Азамата у батька. Вони відправляються в подорож на товарному поїзді по вузькоколійці, яким керує один їх знайомий.
Поїздка займає більшу частину сюжету фільму. Поїзд періодично робить зупинки в різних місцях, де машиніст то що-небудь забирає або то що-небудь передає. Іноді до них підсаджуються нові пасажири. Після приїзду на місце брати відправляються до батька, у якого зустрічають незнайому жінку. Старший син тихенько повідомляє, що хотів би молодшого залишити тут і що Пончик сам цього дуже хоче. Пончик же каже, що той повинен обов'язково залишитися у батька і що цього хоче саме батько. Сам же Фарух через кілька днів застрибує на зворотний потяг. Під час зупинки у вантажному відсіку під брезентом знаходиться Пончик, що плаче, він не збирається розлучатися з братом…

## У ролях
- Тимур Турсунов — Азамат «Пончик»
- Фіруз Сабзалієв — Фарух
- Набі Бекмурадов — Набі, машиніст
- Н. Аріфова — Ліля
- І. Табарова — бабуся
- Р. Курбанов — батько
- Мастура Ортикова — епізод
- Батир Курбанов — епізод
- Аловуддін Абдуллаєв — епізод
- Абдугафор Карімов — епізод

## Знімальна група
- Режисер — Бахтійор Худойназаров
- Сценаристи — Леонід Махкамов, Бахтійор Худойназаров
- Оператор — Георгій Жлієв
- Композитори — Ахмад Бакаєв, Іван Смирнов
- Художник — Негмат Джураєв